# Ausona
Ne doit pas être confondu avec Comté d'Ausona.
Ausona (ou Aurunca) est une cité antique du peuple italien des  Aurunces, qui était probablement dans le voisinage de la ville moderne d'Ausonia, dans le Latium.